# K9797/9798次列车
053Ц/054Ц次列车，阿克斗卡至多斯特克间使用013Х/014ЦТ次，在中国境内称为K9797/9798次列车，是哈萨克斯坦铁路运行于哈萨克斯坦共和国首都阿斯塔納至中华人民共和国新疆维吾尔族自治区首府乌鲁木齐的一趟国际联运快速列车，自2008年5月27日起开行，现由切利诺铁路局负责客运任务。是继K9795/9796次列车之后连接哈萨克斯坦与中国的第二趟国际联运列车。列车使用德国制造的哈萨克斯坦铁路俄式客车，車身標注（俄语，读音/mʲest/，音“灭死特”，义为“定员”），沿土西铁路、北疆铁路运行，在哈萨克斯坦境内跨越努尔苏丹、阿克莫拉州、卡拉干达州、东哈萨克斯坦州和阿拉木图州五州市，全程1898公里。其中阿斯塔納至乌鲁木齐每星期六在阿斯塔納站发车，运行38小时30分，于星期一抵达乌鲁木齐站，使用车次为054Ц次、013Х次（哈萨克斯坦境内）、K9798次（中国境内）；乌鲁木齐至努尔苏丹每星期一在乌鲁木齐南站发车，运行38小时48分，于星期三抵达阿斯塔納站，使用车次为K9797次（中国境内）、014ЦТ次、053Ц次（哈萨克斯坦境内）。列车的开行使得往来于阿斯塔納至乌鲁木齐间的乘客无需再通过阿拉木图中转，总行程时间缩短至少24个小时，是哈萨克斯坦西北部至中国新疆最廉价、便捷的交通形式，对中哈关系及经济贸易的发展有巨大的促进作用。

## 历史
1990年9月1日，中国境内兰新铁路的西延线北疆铁路建成通车，并于9月12日与苏联土西铁路接轨，构成了新亚欧大陆桥，由中国连云港可直达荷兰鹿特丹。然而，连接中国与中亚国家乃至欧洲的国际旅客列车并没有同时开通，原因是入境铁路客车受到许多因素的限制。直至1992年中哈两国开通了由哈萨克斯坦铁路提供车辆并担当乘务工作往返阿拉木图－乌鲁木齐的国际旅客列车，但是也只能每周运送百名旅客。1997年12月10日，阿斯塔纳取代阿拉木图成为哈萨克斯坦首都，中哈两国铁路部门开始研究开行阿斯塔纳至乌鲁木齐国际旅客列车的可行性。
随着新疆逐渐发展为中亚商品的集散地和产品加工基地，乌鲁木齐已成为中亚重要的商贸城市。至2007年，哈萨克斯坦至乌鲁木齐之间的旅客总数达到1200万人，新疆与哈萨克斯坦进出口总值也首次突破百亿美元大关，达116.49亿美元，比上一年度猛增65.1%。原有的航空、陆路交通形式都不能适应哈方旅客及国家购物的需求，原有的国际旅客列车需要换乘极为不便，开通第二趟国际旅客列车十分必要。
2008年5月初，中哈两国铁路部门在阿拉山口和多斯特克举行了双边会谈，就开通阿斯塔纳－乌鲁木齐国际旅客列车相关事宜达成一致意见，并签署了双边议定书。并于5月21日在阿斯塔纳－阿拉山口间进行旅客列车的试运转，通过了海关、检验检疫、边防检查等口岸联检单位的验收。2008年5月27日，阿斯塔纳－乌鲁木齐国际旅客列车正式开行，车次使用053Ц/054Ц次（哈萨克斯坦境内）、N897/898次（中国境内），由哈萨克斯坦铁路提供车辆并担当乘务，列车在多斯特克站更换转向架，每周运行一班往返。
2009年4月1日，中国铁路调整运行图，列车车次在中国境内由原来的N897/898次变更为K9797/9798次。
2017年6月1日，阿斯塔纳世博会配套工程之一的“阿斯塔纳光明之路”火车站投入使用，053Ц/054Ц次列车由阿斯塔纳1号站改为阿斯塔纳光明之路站始发终到。
2019年3月20日，哈萨克斯坦首都名称由“阿斯塔纳”改名为“努尔苏丹”，火车站名称亦随之更改。
2020年1月30日起，因应疫情防控需要，K9797/9798次列车暂时运行至哈萨克斯坦多斯特克站终止；进入中国的区段则暂停运营至今。
2022年9月17日，哈薩克斯坦首都名稱由“努爾蘇丹”重新改回“阿斯塔納”，火車站亦重新改回原有名稱。

## 列车编组
K9797/9798次列车使用德国制造的哈萨克斯坦铁路俄式客车，车身标注MECT-36（俄语，读音/mʲest/，音“灭死特”，义为“定员36人”），为四辆硬卧车。另外，列车在阿克斗卡站将加挂或解编哈萨克斯坦铁路担当的阿拉木图至乌鲁木齐的K9795/9796次列车。
由于哈萨克斯坦铁路采用轨距为1520毫米的宽轨，而中国铁路则采用1435毫米的标准铁轨，铁轨宽窄不同，因此列车每次出入境均需要在哈萨克斯坦的多斯特克站换轮库更换转向架。整个过程一般是用起重设备将客车整列抬起，原转向架推出，再推进另一轨距的备用转向架，乘客则在多斯特克站等待。由于边防检查的需要，列车在阿拉山口站需要停靠3个小时左右。
| 运行区段 | 阿斯塔納↔乌鲁木齐       | 阿斯塔納↔乌鲁木齐 |
| 车厢编号 | 5-8                     |                   |
| 车型     | МЕСТ-36 定員36人 硬卧车 |                   |
| 配属     | 切利诺铁路局            |                   |

## 机车交路
| 运行区段               | 乌鲁木齐↔阿拉山口                      | 阿拉山口↔多斯特克                      | 多斯特克↔莫因特                               | 莫因特↔阿斯塔納                               |
| 本务机车 配属 司机更替 | 和谐1D型电力机车 乌局乌段 乌鲁木齐司机 | 东风8B型内燃机车 乌局乌段 阿拉山口司机 | TE33A型柴油机车 哈萨克斯坦铁路 哈萨克斯坦司机 | VL80S型电力机车 哈萨克斯坦铁路 哈萨克斯坦司机 |

## 时刻表
- 注：哈萨克斯坦与中国时差为2小时。

| 054Ц次/013Х次/K9798次                                             | 054Ц次/013Х次/K9798次 | 054Ц次/013Х次/K9798次 | 054Ц次/013Х次/K9798次 | 停靠站         | K9797次/014ЦТ次/053Ц次 | K9797次/014ЦТ次/053Ц次 | K9797次/014ЦТ次/053Ц次 | K9797次/014ЦТ次/053Ц次 |
| 车次                                                              | 天数                  | 到点                  | 开点                  | 停靠站         | 到点                   | 开点                   | 天数                   | 车次                   |
| ----------------------------------------------------------------- | --------------------- | --------------------- | --------------------- | -------------- | ---------------------- | ---------------------- | ---------------------- | ---------------------- |
| 054Ц                                                              | 当天(星期六)          | —                     | 16:58                 | 阿斯塔納       | 13:01                  | —                      | 第三天(星期三)         | 053Ц                   |
| 054Ц                                                              | 当天(星期六)          | 17:53                 | 18:18                 | 维什尼奥夫卡   | 12:05                  | 12:07                  | 第三天(星期三)         | 053Ц                   |
| 054Ц                                                              | 当天(星期六)          | 18:52                 | 18:53                 | 奥萨卡罗夫卡   | 11:27                  | 11:32                  | 第三天(星期三)         | 053Ц                   |
| 054Ц                                                              | 当天(星期六)          | 19:50                 | 19:51                 | 梅尔扎         | 10:10                  | 10:30                  | 第三天(星期三)         | 053Ц                   |
| 054Ц                                                              | 当天(星期六)          | 20:21                 | 20:36                 | 卡拉干达编组站 | 08:57                  | 09:12                  | 第三天(星期三)         | 053Ц                   |
| 054Ц                                                              | 当天(星期六)          | 20:59                 | 21:19                 | 卡拉干达       | 08:09                  | 08:32                  | 第三天(星期三)         | 053Ц                   |
| 054Ц                                                              | 当天(星期六)          | 22:46                 | 23:07                 | 扎雷克         | 06:33                  | 06:34                  | 第三天(星期三)         | 053Ц                   |
| 054Ц                                                              | 第二天(星期日)        | 00:34                 | 00:49                 | 阿卡德尔       | 05:19                  | 05:36                  | 第三天(星期三)         | 053Ц                   |
| 054Ц                                                              | 第二天(星期日)        | 02:27                 | 02:57                 | 莫因特         | 03:09                  | 03:41                  | 第三天(星期三)         | 053Ц                   |
| 054Ц                                                              | 第二天(星期日)        | 04:42                 | 04:57                 | 巴尔喀什1号站  | 01:09                  | 01:24                  | 第三天(星期三)         | 053Ц                   |
| 054Ц                                                              | 第二天(星期日)        | 05:05                 | 05:15                 | 巴尔喀什2号站  | 00:51                  | 01:01                  | 第三天(星期三)         | 053Ц                   |
| 054Ц                                                              | 第二天(星期日)        | 07:44                 | 07:59                 | 萨亚克         | 22:09                  | 22:25                  | 第二天(星期二)         | 053Ц                   |
| 054Ц/013Х                                                         | 第二天(星期日)        | 10:30                 | 11:23                 | 阿克斗卡       | 18:28                  | 19:35                  | 第二天(星期二)         | 014ЦТ/053Ц             |
| 013Х                                                              | 第二天(星期日)        | 13:31                 | 13:46                 | 别斯科利       | 16:06                  | 16:21                  | 第二天(星期二)         | 014ЦТ                  |
| 013Х                                                              | 第二天(星期日)        | 14:29                 | 14:34                 | 阿克希         | 15:19                  | 15:24                  | 第二天(星期二)         | 014ЦТ                  |
| 013Х                                                              | 第二天(星期日)        | 15:33                 | 15:38                 | 扎拉纳什科尔   | 13:38                  | 13:43                  | 第二天(星期二)         | 014ЦТ                  |
| 013Х/K9798                                                        | 第二天(星期日)        | 16:35                 | 19:50                 | 多斯特克       | 09:20                  | 12:40                  | 第二天(星期二)         | K9797/014ЦТ            |
| ↑ （哈萨克斯坦标准时间 UTC+06:00） / 中国（北京时间 UTC+08:00） ↓ |                       |                       |                       |                |                        |                        |                        |                        |
| K9798                                                             | 第二天(星期日)        | 22:10                 | 23:50                 | 阿拉山口       | 08:00                  | 11:00                  | 第二天(星期二)         | K9797                  |
| K9798                                                             | 第三天(星期一)        | 08:54                 | —                     | 乌鲁木齐       | —                      | 23:33                  | 当天(星期一)           | K9797                  |